# Dahlstedttjärnen
Dahlstedttjärnen är en sjö i Vilhelmina kommun i Lappland och ingår i Ångermanälvens huvudavrinningsområde. Sjön har en area på 0,137 kvadratkilometer och ligger 636,3 meter över havet. Dahlstedttjärnen ligger i Marsfjället Natura 2000-område.

## Delavrinningsområde
Dahlstedttjärnen ingår i det delavrinningsområde (722900-149367) som SMHI kallar för Utloppet av Dahlstedttjärnen. Medelhöjden är 657 meter över havet och ytan är 0,91 kvadratkilometer. Det finns inga avrinningsområden uppströms utan avrinningsområdet är högsta punkten. Vattendraget som avvattnar avrinningsområdet har biflödesordning 4, vilket innebär att vattnet flödar genom totalt 4 vattendrag innan det når havet efter 416 kilometer. Avrinningsområdet består mestadels av skog (85 procent). Avrinningsområdet har 0,14 kvadratkilometer vattenytor vilket ger det en sjöprocent på 14,9 procent.